# SMART Board

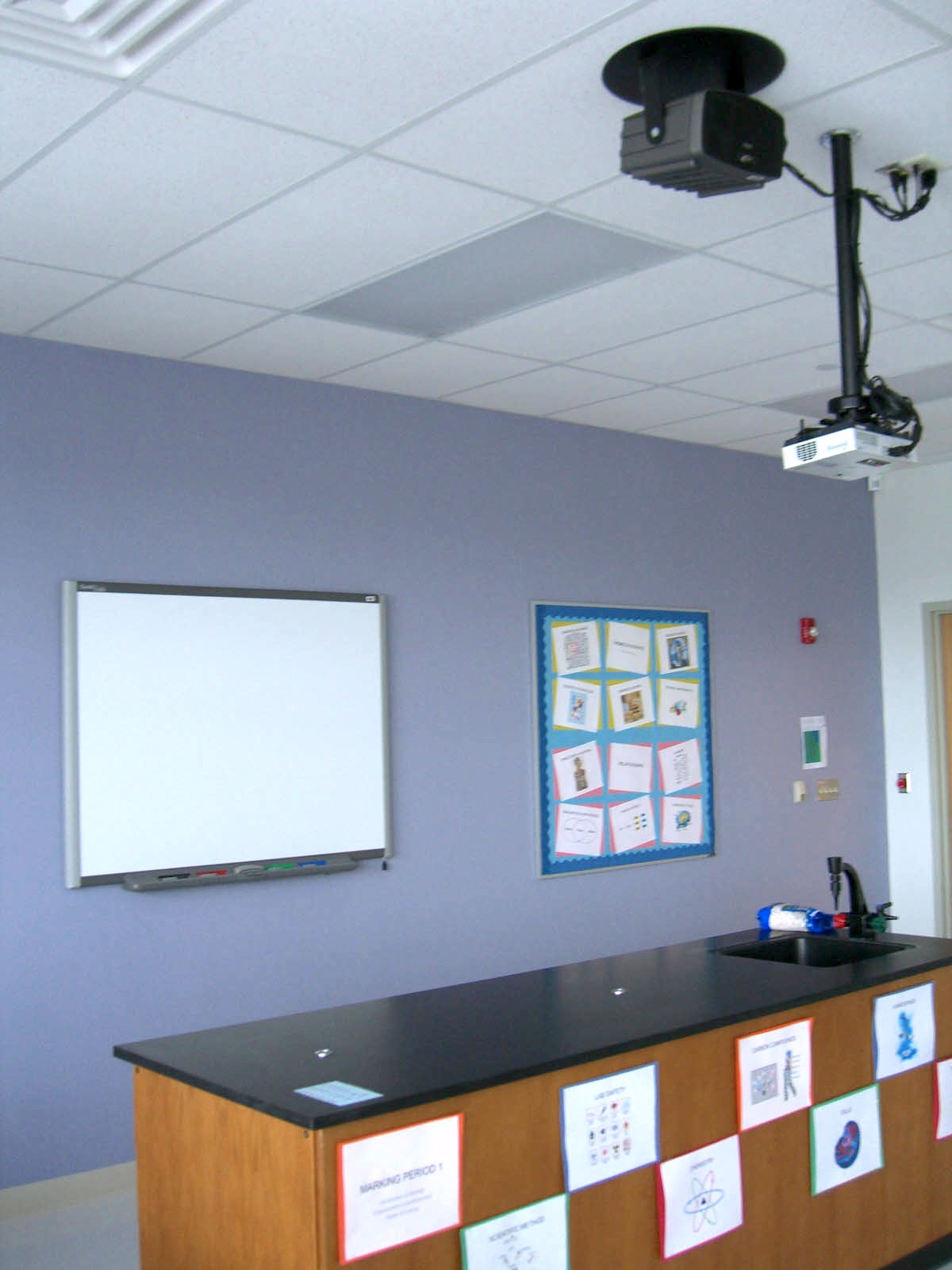
Un SMART Board dans une salle de classe.

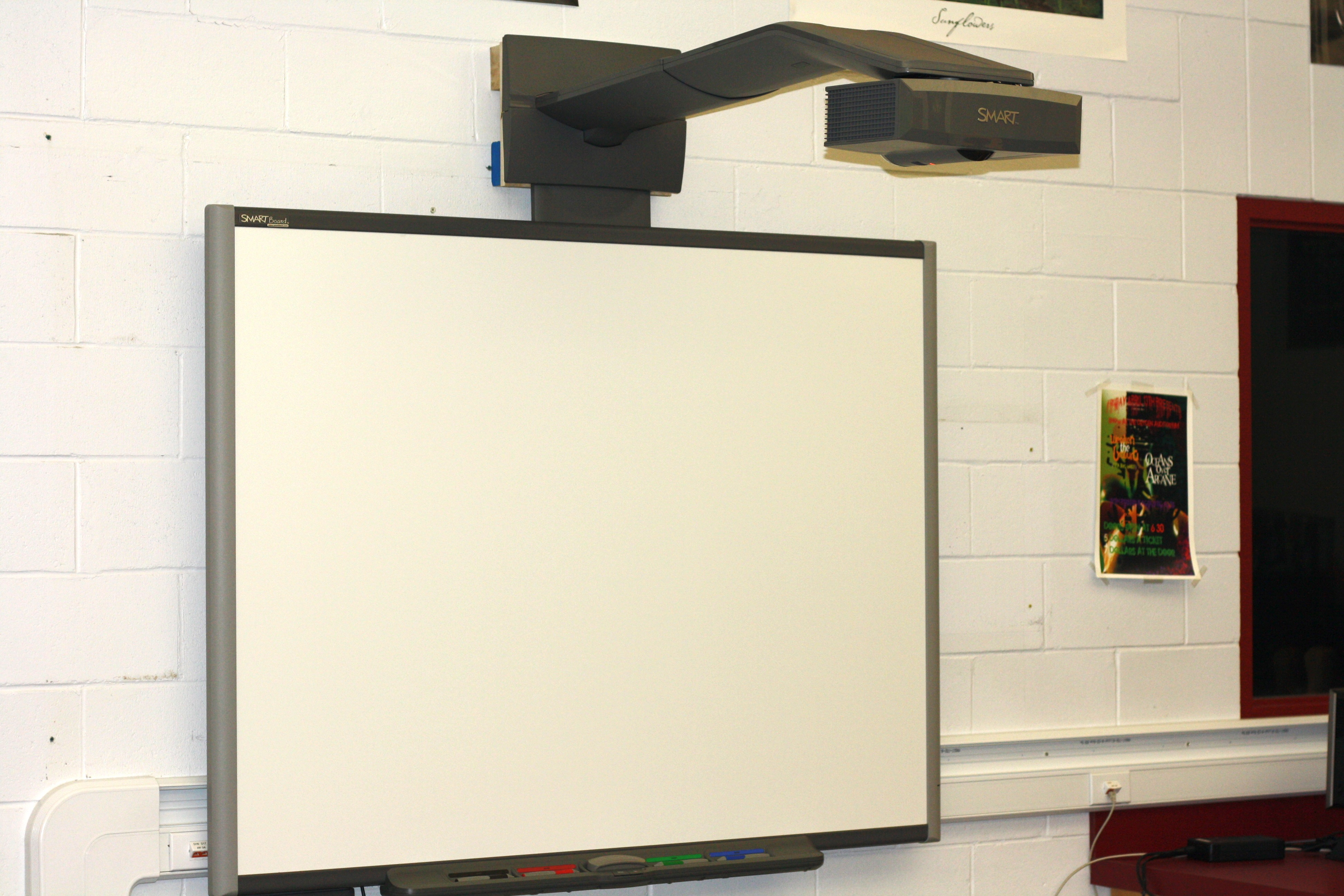
Photographie d'un autre SMART board.

Le SMART Board est un tableau blanc interactif fabriqué par SMART Technologies. C’est un grand écran tactile fonctionnant avec un projecteur et un ordinateur. Le projecteur projette l’image du bureau d’ordinateur sur le tableau blanc interactif, qui agit en tant qu’écran et dispositif d’entrée. Les utilisateurs peuvent écrire sur le tableau en encre numérique ou utiliser un doigt pour contrôler les applications d’ordinateur en cliquant/glissant, comme avec une souris de bureau. Les boutons lancent un clavier automatique et un menu de clic-droit pour plus d'options d'entrée. Le tableau blanc interactif est habituellement monté sur un mur ou un stand ; il est employé dans une utilisation face à face ou virtuel dans le domaine de l’éducation, affaires et gouvernement.

## Histoire
SMART Technologies a introduit le premier SMART Board interactif en 1991. C’était le premier tableau blanc interactif à fournir le contrôle tactile des applications informatiques et des applications standard de Microsoft Windows.

### Étapes importantes
2009
- Smart  engage une action en justice pour contrefaçon de brevet contre NextWindow, basée en Nouvelle-Zélande, avant de racheter la société en 2010 .

2012
- Lancement du Light Raise (vidéoprojecteur interactif haut de gamme) offrant une qualité d'image équivalent aux Tableaux interactifs de la marque (puisque c'est le même type de projecteur).
- SMART Notebook 11. Premier logiciel de tableaux interactifs intégrant des widgets.

2011
- SMART Fête ses 20 ans de tactile et son 2 millionième tableau vendu.

2010
- Le logiciel SMART Notebook gère les objets en 3D et les applications de réalité augmentée grâce à la caméra de documents SMART Doc Cam 330.
- Sortie des gammes 400 et 800, respectivement entrée et haut de gamme de SMART. Ces tableaux sont tactiles et multitouch.

2009
- Création de SMART Exchange, plateforme communautaire des utilisateurs de SMART board dans le monde.
- SMART Technologies a vendu son millionième tableau (il y a à cette date environ 1,6 million de tableaux dans le monde, soit donc 2/3 de SMART).

2008
- SMART Notebook 10
- Appareil photo SMART pour les documents

2007
- Système de réponse interactive Senteo
- Logiciel SMART Board  9.7
- Le stand et support mural réglable pour le système de tableau blanc SMART Board 600i 2006
- Système de tableau blanc interactif SMART Board 600i
- Tableau blanc interactif SMART Board 690
- Ardoise sans fil AirLiner
- Câble du auto-lancement du logiciel SMART Board GoWire
- Logiciel SMART Board  9.5 pour Windows et Mac

2005
- Tableau blanc interactif SMART Board de série 600
- Logiciel SMART Board  9.1

2004
- Logiciel SMART Board  8.1.2 pour Mac OS X
- Projection arrière SMART Board 4000i

2003
- Technologie DViT (digital vision touch)
- Logiciel SMART Board  8.0
- SMART Board pour écrans plats
- Projection arrière SMART Board 2000i
- Projection arrière In-Wall  SMART Board 2960

2002
- Mis à niveau de logiciel SMART Board  (SMART Video Player et option sans fil)

2001
- Mis à niveau de logiciel SMART Board  (support USB et SMART Recorder)
- Projection arrière In-Wall SMART Board 2860

2000
- Projection arrière SMART Board 3000i

1999
- SMART Board pour écrans Plasma
- Projection arrière SMART Board série1800
- Projection arrière In-Wall SMART Board 1710

1998
- SMART Notebook 2.0
- SMART Board série 500

1997
- Projection arrière SMART Board de série1600
- SMART Board série 300
- Projection arrière In-Wall SMART Board 1810
- Projection arrière SMART Board 720

1996
- SMART Board 720
- SMART Board 400
- Projection arrière SMART Board 420

1994
- Projection frontale SMART Board 585

1992
- arrière SMART Board 585

1991
- Tableau blanc interactif SMART Board

## Technologie
Le tableau blanc interactif SMART fonctionne en tant qu'élément d'un système qui comporte le tableau blanc interactif, un ordinateur et un projecteur. Les composants sont reliés sans fil, ou par l'intermédiaire de l'USB ou de câbles séries. Un projecteur  relié aux projets d'ordinateur projette l'image de bureau d'ordinateur sur le tableau blanc interactif. Le tableau blanc interactif accepte le contact d’entrée d’un doigt ou d’un outil de stylo, et le Smartboard driver convertit le contact avec le tableau numérique dans le clic de souris ou l’encre numérique.   Les tableaux numériques SMART Board sont disponibles comme les écrans à projection frontale, à projection arrière et écran plat (tableaux interactifs qui s’ajoutent aux écrans plasma ou LCD).

### Technologie Resistive
Les tableaux interactifs  SMART Board de la serie 600 utilisent la technologie resistive. Ces tableaux blancs interactifs comportent en surface une feuille en plastique flexible et un panneau dur derrière. Le dos de la feuille flexible et l'avant du panneau arrière ont chacun un enduit mince de film résistif. Les côtés résistifs de l’un et l’autre sont séparés par un espace d'air de la largeur de deux cheveux humains. La pression appliquée à la surface de la feuille frontale comble l'espace, enregistrant un point de contact qui est converti d'un signal analogue en flux de données périodique puis envoyé à un ordinateur pour une transformation  ultérieure. Cette technologie peut traiter le contact d'un doigt, de l'outil de stylo, ou de n'importe quel dispositif.

### Technologie DViT (Digital Vision Touch)
Les tableaux blancs interactifs  SMART Board à projection arrière et recouvrements à panneau plat utilisent la technologie  DViT . Avec cette technologie les utilisateurs touchent la surface du tableau blanc interactif pour contrôler les applications d’ordinateur ou pour écrire sur l’écran. Les appareils-photo numériques et le logiciel détectent le contact d’un doigt ou d’un outil de stylo sur l’écran et le traduisent  à l’ordinateur comme l’activité de souris ou d’outil de stylo.  À la différence de la technologie résistive, la technologie de DViT n'exige pas les composants techniques dans l'écran parce que les appareils-photo numériques sont dans la monture (armature), pas dans la surface de l'écran. 

### Plumier SMART
Tous les modèles de tableaux blancs interactifs SMART Board ont un plumier à l’avant du tableau qui contient quatre outils de stylo en plastique et un effaceur. Les outils de stylo n’ont ni composants électroniques, ni encre : la technologie est dans le plumier. Quand un outil de stylo est enlevé du plumier, un détecteur optique identifie son absence. Le logiciel du SMART Board traite le prochain contact avec la surface de tableau blanc interactif comme l'action de stylo qui réside dans cette place particulière. Il y a des places pour les outils de stylos noirs, bleus, rouges et verts, bien qu'un panneau de commande puisse être employé pour changer la couleur de l'encre numérique, ou pour changer les outils de stylo en surligneurs colorés. Une fois qu'un outil de stylo est enlevé de sa place, les utilisateurs peuvent écrire dans la couleur choisie avec cet outil de stylo, un doigt ou n'importe quel autre objet. De même, quand l’éponge est enlevé de sa place dans le plumier, le logiciel traite le prochain contact avec l'écran comme action d'effacement, si le contact est de  l’éponge, d'un doigt de l'utilisateur ou d'un objet différent. 

## Logiciel
Le paquet de logiciel SMART Board comporte le logiciel  Notebook et les outils SMART board. Les versions sont disponibles pour les systèmes  d'exploitation  Windows, Mac et  Linux.

### Logiciel Notebook
Le logiciel Notebook est une platforme de livraison du contenu qui donne aux utilisateurs l’accès au contenu interactif et multimédia, aux outils d’édition ainsi que sauvegarde et partage ce contenu. Le logiciel Notebook possède également un dispositif d'identification d'écriture qui convertit l'écriture en texte.
L’interface de logiciel Notebook divise l’écran en deux parties : l’espace du tableau blanc et le tabulateur.  Il y a trois tabulateurs: Trieur de Pages, pour le visionnement et l’organisation de pages de Notebook ;  Galerie, pour l’accès et sauvegarde d’image, son, vidéo, animation et fichiers text ; et Les fichiers joints, pour joindre les fichiers, raccourcis et liens qui peuvent être accédés après pendant les présentations.  Les utilisateurs de logiciel Notebook peuvent créer les documents interactifs sur plusieurs pages et présentations en glissant le contenu et les pages entre l’espace du tableau blanc interactif et les tabulateurs sans quitter l’application. Les utilisateurs peuvent créer leur propre contenu, ou employer le contenu de la galerie du matériel éducatif. 
Le logiciel Notebook agit également en tant que cahier électronique qui peut être utilisé pour écrire, éditer, sauvegarder et  distribuer l'information. Par exemple, les utilisateurs peuvent écrire des notes sur une Page Web ou un document et sauver la page annotée comme fichier Notebook.

### Les outils SMART Board
Les outils SMART Board sont : le centre de démarrage, le moteur de recherche,  l’ombrage d’écran, la loupe, la boîte flottante d’outils, le clavier virtuel, le lecteur et enregistreur vidéo.

## Utilisation
Le tableau blanc interactif SMART Board fonctionne avec n'importe quel programme téléchargé ou disponible sur l'ordinateur principal. Quelques applications généralement utilisées avec le tableau blanc interactif sont Microsoft PowerPoint, Excel, Word et AutoCAD. Les utilisations pour le tableau blanc interactif SMART Board  incluent l'enseignement 
,la formation, la conduite de réunions et fournitures de présentations. Les éducateurs constituent la majorité des utilisateurs ; en date de 2007, plus de 800.000 tableaux blancs  interactifs SMART Board ont été vendus dans plus de 100 pays. 
Comme présentation, communication, et outil de collaboration à distance, le tableau blanc interactif SMART Board a également des applications d'affaires et de gouvernement. 